# Fényes fürdő (Tata)
A Fényes fürdő egy északi irányban (Naszály felé), Tatától másfél kilométerre fekvő, az Által-ér folyása mellett található, természetes források által táplált strand-, és kempingkomplexum, természetvédelmi szempontból is fontos lápvilággal. A város legmélyebb pontja, amely 120 méterrel a tengerszint felett fekszik. Kiterjedése közel 30 hektár.

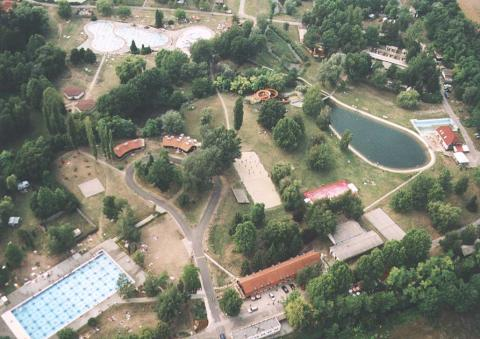
Légifelvétel a bejárat irányából

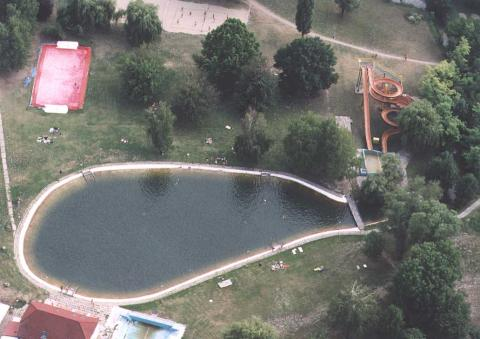
Katonai-tó

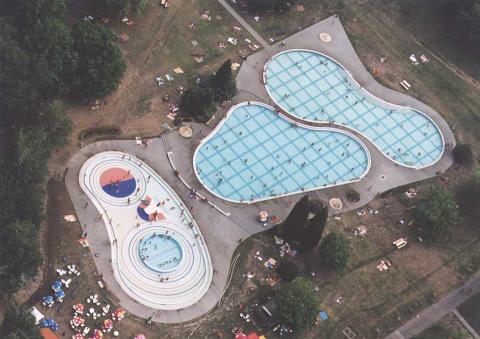
A felújítótt „amorf” és „gyermek” medencék

## Múltja
A Fényes-forrásokból enyhén szénsavas, 21-22 °C hőmérsékletű víz tört a felszínre. A források közül háromnak megkülönböztető nevet adtak a tataiak:
- A nádpadlóval elkerített felső forrást (Grófi-forrást) a grófné használta fürdésre. A kerítésen belül kis ház szolgált az öltözésre, és homokföveny a napozásra. A területet a gróf jágerei (erdészei) őrizték.
- A következő az úgynevezett „Katona-forrás”, amely nevét onnan kapta, hogy a laktanyából kivezényelt katonák csak ebben a forrásban fürödhettek.
- A legalsó a legszebb, hiszen az öregek elmondása szerint erről nevezték el a fürdőt Fényesnek. Ebből a három méter mély forráskráterből a tiszta vízben szabad szemmel is jól látható fehér kvarchomok bugyogott föl, s ezernyi buborék szállt fel a forrás felszínére.

Az említett forrásokból s azok lefolyó vizéből Tata község 1913-ban a közönség számára fürdőt alakított ki, s a parton megépítette a közös öltözőt. Mivel a szerény körülmények nem csábították a vendégeket a Fényesre, ezért Tata képviselőtestülete 1927 nyarán a fürdő területén utakat épített, a sétányokra pedig padokat helyeztetett el. A Fényes fürdőbe a Kossuth térről a Naszályi út felől kiépített bekötőúton naponta többször közlekedett autóbusz. Kosnár Sándor az új kabinsor mellé felépítette a csárdát, ahol a hideg és meleg ételek fogyasztása mellett cigányzene szórakoztatta a fürdőzőket. A Fényes-források közelében lévő Feneketlen-tó hideg és nagyon mély vizében nem fürödtek, csak horgásztak az emberek. Az 1960-as években, a tatabányai szénbányászat megnövekedett vízkiemelése miatt a tatai források elapadása ezt a területet is elérte. 1973-ban az utolsó forrás is elapadt.

## Jelene
2001-ben lassan újra elkezdtek működni a források, egyelőre kis mennyiségű vízkibocsátással. Napjainkban a Fényes Fürdőn egy 2000 m²–s sekély vizű, úgynevezett „amorf” medence, egy 50 méteres feszített víztükrű sportúszómedence, valamint egy vízicsúszda várja a fürdőzőket. Bérelhető faházak és lakókocsi parkolók is vannak a területén, valamint egy finn rendszerű, elektromos fűtésű szauna is megtalálható itt, melynek két helyiségéhez olyan külső mártózó lehetőségek tartoznak, amelyek különlegessé teszik. A Fényes Szauna az első ilyen létesítmény volt az országban. Májustól szeptemberig II. osztályú kemping is üzemel étteremmel, élelmiszerbolttal. Nyaranta a környező településekről nagyszámú fürdőző keresi fel a strandot.

## Szépségverseny
A Fényes Fürdő Szépe 2011-től egy évente megrendezésre kerülő szépségverseny-sorozat. A verseny érdekessége, hogy sokkal több jelentkező volt, mint amennyien végül a döntőn részt vettek. A cím jelenlegi birtokosa Csákabonyi Aletta Margit.
| Helyszín     | Időpont          | Résztvevők száma | Győztes                  | Második helyezett | Harmadik helyezett |
| ------------ | ---------------- | ---------------- | ------------------------ | ----------------- | ------------------ |
| Fényes fürdő | 2011. július 31. | 8                | Csákabonyi Aletta Margit | Tajkov Alexandra  | Krisztián Izabella |

További versenyzők: Árendás Kitty, Kánya Adrienn, Kapinecz Renáta, Molnár Valéria, Szabó Anikó.
Különdíjak:
- Közönségdíj: Kapinecz Renáta.

A zsűri tagjai: Horváth Márton az AgroTata képviseletében, Müller Márk fodrász, Szalai Vanessza az Aréna Sportcentrum képviseletében, Turay Kamill a Turay Családi Pincészet képviseletében, és még valaki.

## Élővilága
A források közelében egyedülálló láperdei és lápréti növénytársulások alakultak ki. A csaknem háromszáz fajból álló itteni növényvilág képviselői közül a következőek a ritkább, védett fajok:
- Tóalma (Ludwigia palustris)
- Apró rence (Utricularia minor)
- Fehér zászpa (Veratrum album)
- Pókbangó (Ophrys sphegodes)
- Tavaszi tőzike (Leucojum vernum)
- Fehér tündérrózsa (Nymphaea alba)
- Selymes boglárka (Ranunculus illyricus)
- Poloskaszagú kosbor (Orchis coriophora)
- Szúnyoglábú bibircsvirág (Gymnadenia conopsea)

2015-ben nyílt meg a Fényes-források területén (184 millió forint 100%-ban uniós támogatásból) a „Fényes tanösvény” elnevezésű sétaút, ahol – külön belépő ellenében – 18 állomást végigjárva tekinthető meg a terület vizes élőhelyeinek élővilága. A tanösvény első szakasza szabadon, a természetvédelmi területen elhelyezkedő második szakasza pedig csak túravezetővel látogatható.

## Megközelítése
- Gyalog, kerékpárral és autóval a Fényes fasoron keresztül.
- Autóbusszal a Május 1. úti autóbusz-pályaudvarról a nyáron óránként induló 3-as jelzésű járattal.

## Külső hivatkozások
- Fényes Fürdő és Kemping hivatalos oldala